# Радошиці (місто)
Радошиці (пол. Radoszyce) — місто в південно-центральній Польщі. Належить до Конецького повіту Свентокшиського воєводства.
Впродовж 1975—1999 років входило до складу Келецького воєводства.
Статус міста відновлено у 2018 році.